# Wolf Pack (televisieserie)
Wolf Pack is een Amerikaanse bovennatuurlijke tienerdramaserie. De serie is ontwikkeld door Jeff Davis voor Paramount+ en is gebaseerd op het boek met dezelfde titel uit 2004, geschreven door Edo van Belkom. De serie werd voor het eerst uitgezonden op Paramount+ op 26 januari 2023.

## Cast en personages
- Sarah Michelle Gellar als Kristin Ramsey
- Armani Jackson als Everett Lang
- Bella Shepard als Blake Navarro
- Chloe Rose Robertson als Luna Briggs
- Tyler Lawrence Gray als Harlan Briggs
- Rodrigo Santoro als Garrett Briggs

## Productie

### Ontwikkeling
In september 2021 werd aangekondigd dat Jeff Davis bezig was met de ontwikkeling van een serie voor Paramount+ gebaseerd op de Wolf Pack-romans van Edo van Belkom.
Naast Davis fungeren Joe Genier, Mike Elliott en Karen Gorodetzky als uitvoerende producenten voor Capital Arts. Jason Ensler, Sarah Michelle Gellar en Christian Taylor zijn ook uitvoerende producenten van de serie. De serie werd uitgebracht op 26 januari 2023.
Tijdens een interview in september 2022 verklaarde Jeff Davis dat, hoewel Wolf Pack en Teen Wolf dezelfde studiofaciliteiten in Atlanta gebruiken en een deel van hetzelfde personeel delen, de twee fictieve universums volledig gescheiden zijn. Bovendien zijn de mythologie en wezens die betrokken zijn bij de shows verschillend, ondanks dat beide te maken hebben met jonge weerwolven.

### Filmen
De opnames voor het eerste seizoen van Wolf Pack begonnen op 21 juli 2022 en eindigden in november 2022. Hoewel de serie zich afspeelt in Zuid-Californië, kozen de makers ervoor om te filmen in Atlanta, Georgia vanwege het gunstige belastingkredietprogramma voor televisieproducties in die staat. Het werken in Georgia kan de productiekosten van een serie met wel 30 procent verminderen.